# Плещеева, Анна Ивановна
Графиня А́нна Ива́новна Чернышёва, в браке Плеще́ева (16 августа 1776 — 20 июня 1817) — фрейлина Екатерины II (с 1791), которая скандализовала двор своей внебрачной беременностью. Выдана замуж за литератора Александра Плещеева и выслана из Петербурга в деревни. Известна как близкая приятельница В. А. Жуковского и посредница в его отношениях с Марией Протасовой.

## Биография
Младшая из двух дочерей графа Ивана Григорьевича Чернышёва (генерал-фельдмаршала по флоту и фактического руководителя Адмиралтейства) от второго брака с Анной Александровной Исленьевой. Родилась в Петербурге, крещена 16 августа 1776 года в церкви Вознесения Господня при Адмиралтейских слободах при восприемстве сестры Ирины.
В юности путешествовала по Европе. После смерти матери сопровождала больного отца в Италию и оставалась при нём (с братом Григорием) в Риме во время его предсмертной болезни. Положение её было не из лёгких, и старшая её сестра (Екатерина Вадковская) стремилась вернуть её в Петербург, несмотря на всю трудность разлучить умирающего отца «с его последнею отрадою, меньшою дочерью, которую он очень любил».

По возвращении из Италии молодая графиня Чернышёва, едва выйдя из траура по отцу, оказалась в положении и «перед целым двором обнаружила стыд свой», чтобы прикрыть который император Павел велел скорее приискать ей жениха в лице Александра Алексеевича Плещеева. Их венчание было 12 ноября 1798 года в Петербурге в церкви Вознесения Господня при Адмиралтейских слободах, поручителем по жениху был статский советник Черныш, по невесте её брат граф Григорий. Как повествует Вигель: 
Плещеев был вхож в дом её родителя; за него первого взялись, и он тут очень кстати случился. После того молодые супруги удалились в Орловскую губернию и при жизни её никогда не возвращались в Петербург. В сельское убежище своё перенесли они часть столичных забав, к коим приучена была её знатность: сюрпризам, домашним спектаклям, сельским праздникам, маскарадам конца не было. Плещеев был от природы славный актер, сам играл на сцене и других учил; находили, что это чрезвычайно способствовало просвещению того края.
Жизнь Плещеевых в их болховском имении Чернь была «беспрерывный пир», причём роковой 1812 год вышел даже шумнее и веселее прочих, ибо к сельскому обществу присоединилось множество пленных французов, «образованных и любезных». Муж называл жену Ниной и был очень к ней привязан, несмотря на увлечения другими женщинами:
Анна Ивановна страстно ревновала мужа, хотя и не знала, до какой степени имела причины ревновать его. Он наружно оказывал ей всевозможные знаки обожания и обманывал изо всех сил. Все именины и день её рождения в Черни для неё были сюрпризы на каждом шагу. Она прославлялась как богиня, и тут же, под её носом, он обманывал её.
По моде своего времени Анна Плещеева играла, пела, рисовала, была чувствительна до сентиментальности, но вместе с тем практична в хозяйстве. Она была близка к поэту Жуковскому, связанному с мужем родством, была поверенной его любовных тайн и посредницей в переписке с любимой племянницей Марией Протасовой. В начале лета 1817 года Анна Ивановна занемогла и была привезена мужем на лечение в Орёл, где 20 июня скончалась. Князь И. М. Долгоруков, встретивший её катафалк, записал в дневнике путешествия в Киев:
Вот и Плещеева — сие дитя, родившееся для блаженства, балованное отцом и матерью, объехавшая всю Италию и Германию, обогащённая науками, искусствами, умом и всеми дарами природы… и сия-то счастливая женщина, проживши в глухой деревне женою коллежского асессора Плещеева почти всё время своего супружества, близ 17-ти лет, осуждённая мучаться ревностью к мужу, моложе себя и непригожей наружности, приехала наконец… куда же? в Орёл — томиться недугом водяной и умереть сухоткой.
По отзывам знакомых, Александр Плещеев искренне оплакивал кончину супруги. «Наш ангел Нина не умерла для него, горесть его сильна и непритворна, — писала Жуковскому его племянница. — Он живёт в Черни, на её могиле; она погребена возле детей. Бедные дети! Варвара будет другая Анна Ивановна; она так мила, так примечательна, что узнаю в ней ангела, мать её».

## Дети
- Алексей (1800—1842), декабрист; «очень был остёр и прекрасно играл на театре»[5].
- Надежда (09.11.1800[6]—16.12.1801[7]), крещена 18 ноября 1800 года в церкви Успения на Сенной при восприемстве графа Г. И. Чернышёва и княгини В. А. Шаховской.
- Александр (1803—1848), декабрист, после восстания вышел в отставку, затем служил в Петербурге.
- Григорий (ум. не ранее 1866), надворный советник, унаследовал от родителей Чернь, где живя, едва не разорился из-за привычки жить на широкую ногу; был женат на Екатерине Александровне Хрущовой (1811— ?), «доброй, но очень взбалмошной женщине»[5].
- Пётр (1805—1859), надворный советник, имел репутацию «рыцаря без страха и упрёка»; женат на Марии Васильевне Адамович.
- Варвара, вышла замуж «зрелой весталкой» за доктора Пауля и имела трёх сыновей.
- Мария (01.07.1810[8]—1867), жена известного бретера Руфина Ивановича Дорохова (1801—1852), сына И. С. Дорохова; сослуживца Лермонтова; но не смогла ужиться с ним и ушла. Позднее была начальницей Восточно-Сибирского института благородных девиц, где сошлась с декабристом П. А. Мухановым. После его смерти в 1854 году переехала в Нижний Новгород, где до 1863 года состояла начальницей Нижегородского Мариинского института благородных девиц. По словам современницы, «она умерла в Нижнем, у неё была бездна романтических историй, она из героинь не выходила»[5].